# Kolondiéba
Kolondiéba est une ville et une commune malienne, dans le cercle de Kolondiéba et la région de Bougouni. La ville de Kolondiéba est située à 150 km à l'ouest de Sikasso.

## Géographie
La ville de Kolondiéba est située à 150 km à on l'Ouest (Anciennes Région de Sikasso).
| Kébila      | Ména       | Niéna                |
| N'Golodiana | Kolondiéba | Kolosso              |
| Yiridougou  | Farako     | Tousséguéla, Kadiana |

## Politique
| Année | Maire élu       | Parti politique |
| ----- | --------------- | --------------- |
| 2004  | El Habib Mariko | Sadi            |
| 2009  | Youssouf Koné   | Adéma-Pasj      |